# Lantic
 Lantic  (en bretón Lannidig) es una población y comuna francesa, situada en la región de Bretaña, departamento de Côtes-d'Armor, en el distrito de Saint-Brieuc y cantón de Étables-sur-Mer.

## Demografía
| 740 | 725 | 722 | 940 | 1075 | 1117 |
| Para los censos de 1962 a 1999 la población legal corresponde a la población sin duplicidades (Fuente: INSEE [Consultar]) |     |     |     |      |      |